# Nyírkáta
Nyírkáta (bis 1955 Gebe) ist eine ungarische Gemeinde im Kreis Mátészalka im Komitat Szabolcs-Szatmár-Bereg.

## Geografische Lage
Nyírkáta liegt 12 Kilometer südwestlich der Kreisstadt Mátészalka. Nachbargemeinden sind Hodász und Nyírmeggyes.

## Sehenswürdigkeiten
- Griechisch-katholische Kirche Szent Mihály főangyal, 1805 erbaut, 1861 durch einen Brand schwer beschädigt, später mehrfach renoviert

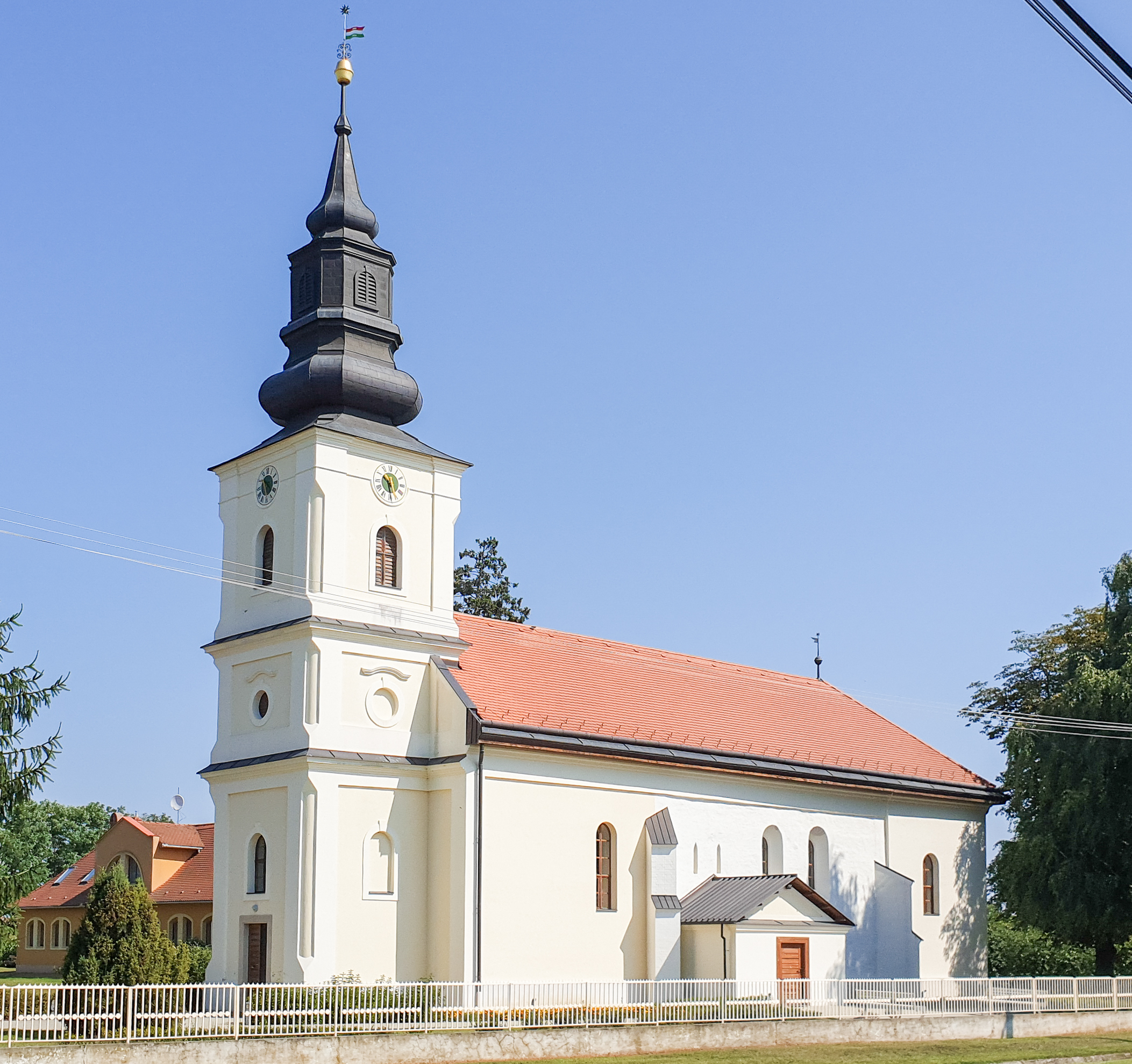
Reformierte Kirche

- Reformierte Kirche
- Vörösmarty-Denkmal

## Söhne und Töchter der Gemeinde
- Gyula Ecsedi Kovács (1839–1899), Schauspieler und Regisseur
- Imre Cselenyák (* 1957), Schriftsteller

## Verkehr
Durch Nyírkáta verläuft die Nebenstraße Nr. 4917. Der nächstgelegene Bahnhof befindet sich etwa vier Kilometer entfernt in Hodász. Es bestehen Busverbindungen  nach Hodász sowie über Nyírmeggyes nach Mátészalka.